# Portillo de la Sía
El portillo de la Sía es un pequeño paso de montaña, de 1246 metros de altitud, situado en la parte más oriental de la cordillera Cantábrica (España). Comunica los valles de río Asón, en el norte, y del río Trueba, al sur. En concreto, une los municipios de Soba (Cantabria) y Espinosa de los Monteros (Burgos).

## Descripción
Su divisoria marca el límite Este del parque natural Collados del Asón, parque natural incluido en la Red de Espacios Naturales Protegidos de Cantabria.